# Ermida de Nossa Senhora da Guadalupe

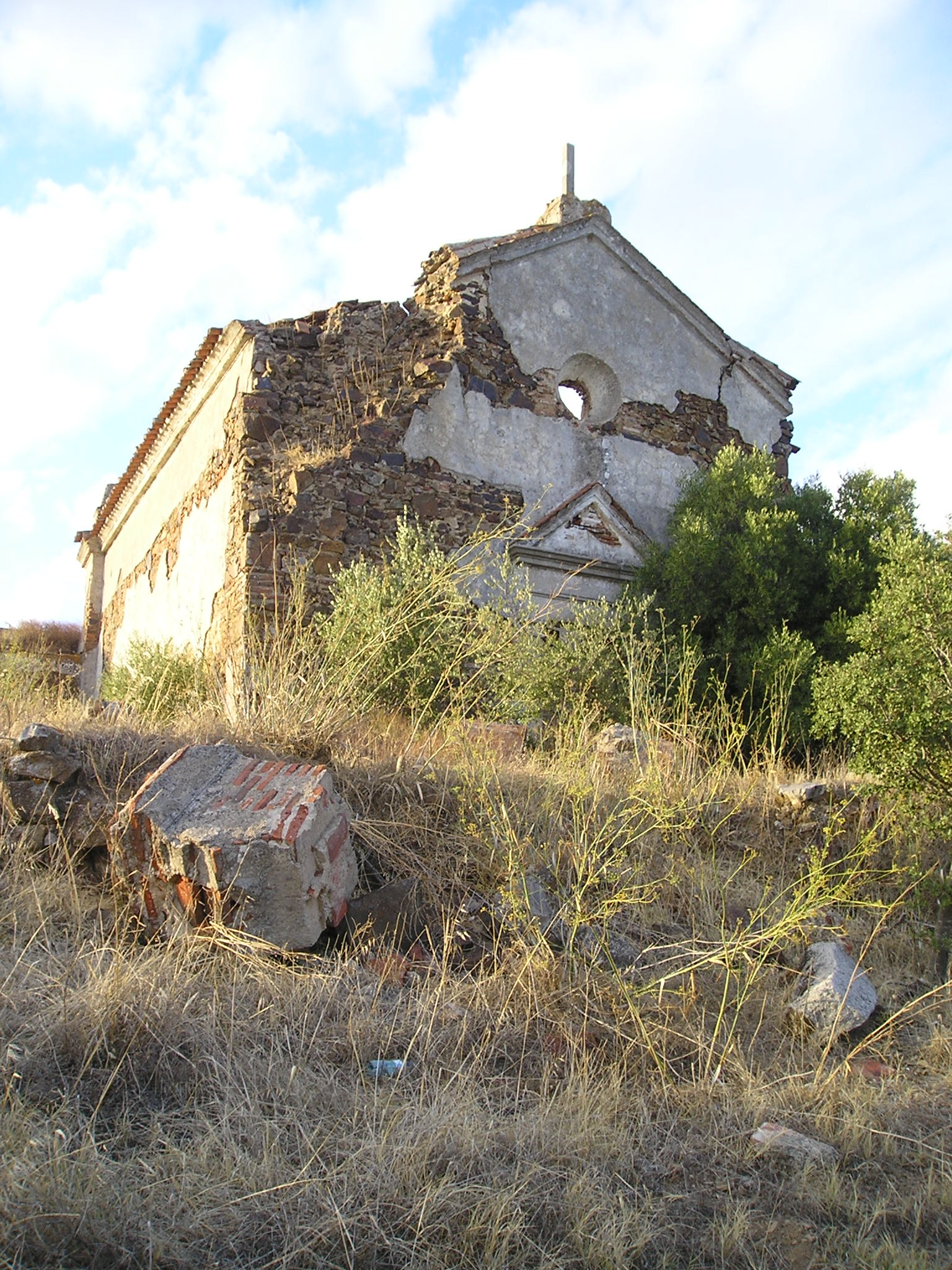
Parte frontal da Ermida de Nossa Senhora da Guadalupe

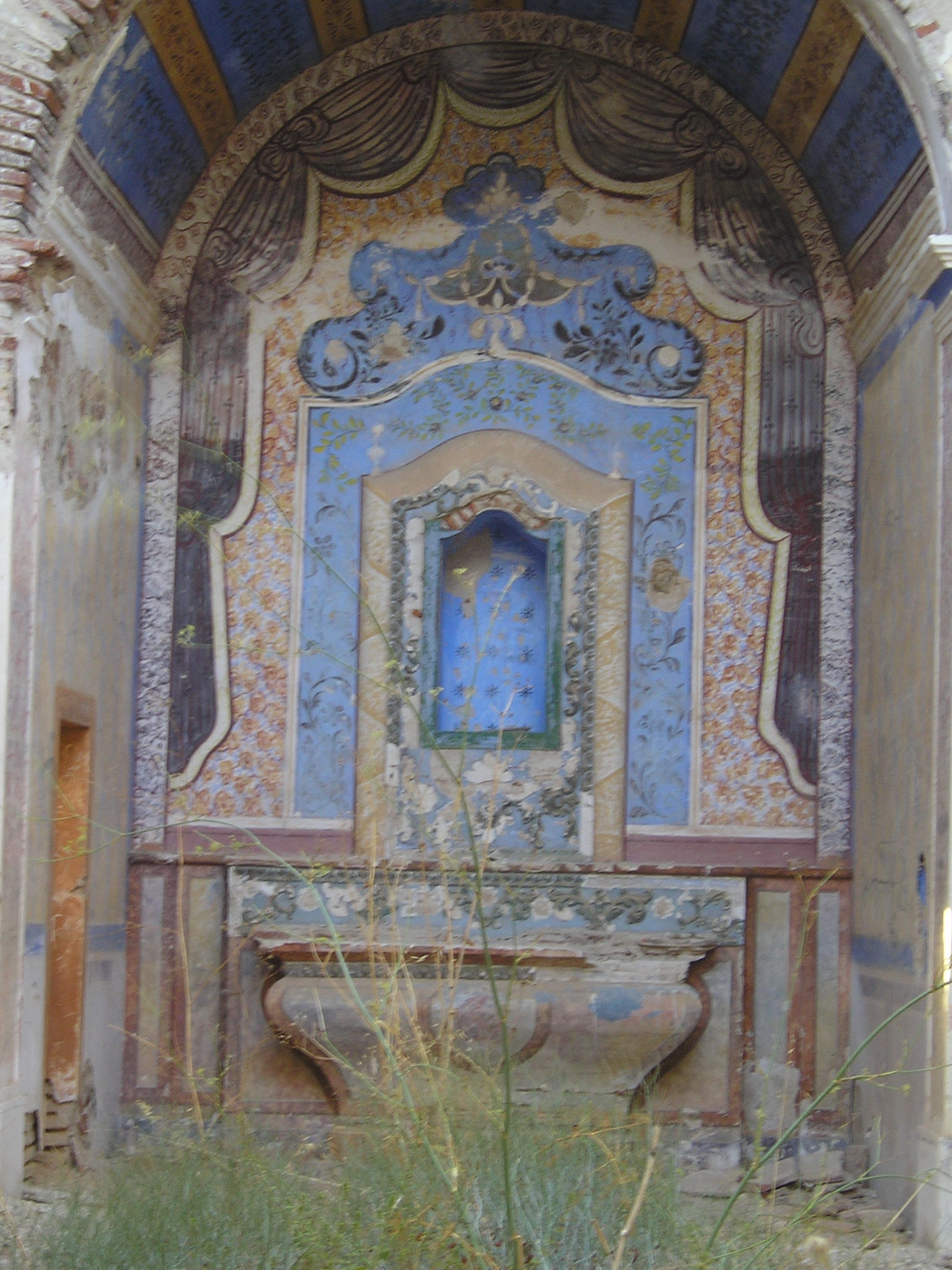
Altar de Nossa Senhora da Guadalupe

A Ermida de Nossa Senhora da Guadalupe situa-se a noroeste de Vila de Frades, Vidigueira, distrito de Beja, Portugal.